# Hôrka nad Váhom
Hôrka nad Váhom je naseljeno mjesto u okrugu Nové Mesto nad Váhom u  Trenčínskom kraju u Slovačkoj.

## Stanovništvo
| Godina:     | 1993. | 2003.   | 2013.   | 2023.    |
| ----------- | ----- | ------- | ------- | -------- |
| Broj ljudi: | 686   | 680     | 703     | 794      |
| Razlika:    |       | -0,87 % | +3,38 % | +12,94 % |

| Godina:     | 2022. | 2023.   |
| ----------- | ----- | ------- |
| Broj ljudi: | 783   | 794     |
| Razlika:    |       | +1,40 % |

Prema podacima o broju stanovnika iz 2023. godine naselje je imalo 794 stanovnika.

## Vanjske poveznice
|  | Zajednički poslužitelj ima još gradiva o temi Hôrka nad Váhom |

- Službena stranica naselja (sl.)